# Elaeosticta
Elaeosticta es un género de la familia de las apiáceas con 27 especies aceptadas.

## Taxonomía
El género fue descrito por Eduard Fenzl y publicado en Flora 26: 458, en 1843. La especie tipo es: Elaeosticta meifolia Fenzl	

## Especies
- Elaeosticta aitchisonii (H.Wolff) Kljuykov, Pimenov & V.N.Tikhom.
- Elaeosticta alaica (Lipsky) Kljuykov, Pimenov & V.N.Tikhom.
- Elaeosticta allioides (Regel & Schmalh.) Kljuykov, Pimenov & V.N.Tikhom.
- Elaeosticta bucharica (Korovin) Kljuykov, Pimenov & V.N.Tikhom.
- Elaeosticta chitralica (M.Hiroe) Kljuykov, Pimenov & V.N.Tikhom.
- Elaeosticta conica Korovin
- Elaeosticta ferganensis (Lipsky) Kljuykov, Pimenov & V.N.Tikhom.
- Elaeosticta glaucescens Boiss.
- Elaeosticta hirtula (Regel & Schmalh.) Kljuykov, Pimenov & V.N.Tikhom.
- Elaeosticta knorringiana (Korovin) Korovin
- Elaeosticta korovinii (Bobrov) Kljuykov, Pimenov & V.N.Tikhom.
- Elaeosticta lutea (M.Bieb. ex Hoffm.) Kljuykov, Pimenov & V.N.Tikhom.
- Elaeosticta meifolia Fenzl
- Elaeosticta nodosa (Boiss.) Boiss.
- Elaeosticta paniculata (Korovin) Kljuykov & Pimenov
- Elaeosticta platyphylla (Korovin) Kljuykov, Pimenov & V.N.Tikhom.
- Elaeosticta polycarpa (Korovin) Kljuykov, Pimenov & V.N.Tikhom.
- Elaeosticta ramosissima Kljuykov
- Elaeosticta samarkandica (Korovin) Kljuykov, Pimenov & V.N.Tikhom.
- Elaeosticta scariosibracteata (Rech.f. & Riedl) Kljuykov, Pimenov & V.N.Tikhom.
- Elaeosticta seravschanica Kljuykov & Pimenov
- Elaeosticta stewartiana (Nasir) Kljuykov, Pimenov & V.N.Tikhom.
- Elaeosticta transcaspica (Korovin) Kljuykov, Pimenov & V.N.Tikhom.
- Elaeosticta transitoria (Korovin) Kljuykov, Pimenov & V.N.Tikhom.
- Elaeosticta tschimganica (Korovin) Kljuykov, Pimenov & V.N.Tikhom.
- Elaeosticta ugamica (Korovin) Korovin
- Elaeosticta vvedenskyi (Kamelin) Kljuykov, Pimenov & V.N.Tikhom.